# Nur für Personal!
Nur für Personal! ist eine französische Filmkomödie von Philippe Le Guay aus dem Jahr 2011.

## Handlung
Paris 1962: Jean-Louis Joubert ist Besitzer eines großbürgerlichen Stadthauses in exklusiver Lage in Paris. Er arbeitet als Vermögensverwalter, seine Frau Suzanne verbringt den Tag mit gesellschaftlichen Verpflichtungen, ihre beiden Söhne sind während der Schulzeit in einem Internat. Seit 25 Jahren arbeitet Germaine La Bronec’h bei der Familie als Dienstmädchen, kommt nun jedoch nicht mit dem Tod von Jouberts Mutter und den damit einhergehenden Veränderungen im Hause Joubert zurecht und kündigt. Da in der höheren Gesellschaft die anspruchsvolleren französischen Dienstmädchen aus der Mode gekommen sind, entschließt sich Suzanne, wie ihre Bekannten ein spanisches Dienstmädchen einzustellen. Als „Vermittlungsstelle“ dient die Kirche, in der die Spanierinnen sonntags beten. Suzanne entscheidet sich hier für die junge María, die erst vor Kurzem nach Frankreich gekommen ist. Sie ist die Nichte von Concepción Ramírez, die als Dienstmädchen für eine Familie im Haus von Jean-Louis arbeitet. María bezieht nun ein einfaches Zimmer bei den anderen spanischen Dienstmädchen des Mietshauses in der 6. Etage.
María wird zunächst zur Probe eingestellt. Jean-Louis’ einzige Bitte an sie ist, ihm weichgekochte Eier zum Frühstück zu bringen, und María schafft das perfekt gekochte Ei. Am ersten Tag helfen ihr zudem alle anderen Spanierinnen, die liegengebliebene Hausarbeit der letzten Wochen an einem Tag zu erledigen. Suzanne ist begeistert und stellt María ein. Jean-Louis nutzt ein Zimmer in der 6. Etage als Abstellraum. Als er mit María Möbel nach oben bringt, lässt er sich von ihr ihre Kammer zeigen und ist überrascht, dass die spanischen Frauen kein eigenes Bad haben, sondern sich nur mit kaltem Wasser aus einer Schüssel waschen können. Auch sieht er die ständig verstopfte Toilette und organisiert sofort einen Klempner. Als das Dienstmädchen Dolores sich Sorgen macht, weil sie keine Briefe von ihrer hochschwangeren Schwester mehr erhalten hat, lässt Jean-Louis sie von seinem Privatapparat telefonieren. Sie ist überglücklich, und Jean-Louis gilt für sie von nun an als Heiliger.
Jean-Louis beginnt, sich für Spanien, die Sprache und die Kultur zu interessieren. Dass seine Haltung nicht die Regel ist, erfährt María, als Jouberts Söhne aus dem Internat kommen und sie respektlos behandeln. Jean-Louis hingegen nimmt wenig später spontan an einem Sonntagsgottesdienst der Spanierinnen teil. Seine Frau hat inzwischen von ihren Freundinnen beim Kaffeeklatsch erfahren, dass Jean-Louis mit der Verwaltung von Bettina de Brossolettes Vermögen beauftragt wurde. Da Bettina der Ruf vorauseilt, gerne verheiratete Männer zu verführen, argwöhnt Suzanne ein Verhältnis von Jean-Louis zu Bettina. Sie glaubt ihren Verdacht bestätigt, als Bettina auch bei einem Empfang in ihrem Haus erscheint, den Jean-Louis für Geschäftsfreunde gibt. Er hat jedoch keine Augen für Bettina, sondern eher für María, die von einem für diesen Tag eingestellten Kellner belästigt wird. Weil Jean-Louis glaubt, dass María mit dem Mann geflirtet hat, maßregelt er sie und wirft ihr vor, dass sie nur noch im Haus sei, weil Suzanne an ihr hänge. María ist sich keiner Schuld bewusst und kocht ihm nun sein Frühstücksei extrahart. Sie wirft ihm vor, auch nur ein „Patron“ wie alle anderen zu sein. Als Jean-Louis erfährt, dass Marias Kollegin Pilar von ihrem Mann geschlagen wird und am besten eine ruhige Concierge-Stellung in einem anderen Haus bräuchte, organisiert er eine solche Stelle bei einem seiner Mandanten. Pilar lädt ihn zur Einweihungsfeier in ihre neue Wohnung ein, und Jean-Louis genießt den Abend, in dessen Verlauf María ihre Meinung über ihn revidieren kann. Suzanne wiederum glaubt, er habe den Abend mit Bettina bei einer Vernissage verbracht, wurde er doch von dieser eingeladen. Als sie ihm den Abend bei den Dienstmädchen nicht glaubt, erklärt er resigniert, tatsächlich bei Bettina gewesen zu sein, und Suzanne wirft ihn aus der Wohnung.
Jean-Louis zieht in den Abstellraum in der 6. Etage und freundet sich mit den spanischen Frauen an. Zusammen machen sie einen Ausflug zum Wallfahrtsort Lisieux und tanzen und singen gemeinsam. Vergeblich versuchen die Söhne, Jean-Louis wieder in seine Wohnung zu holen. Er genießt es, endlich einmal ein Zimmer für sich allein zu haben. Zudem entwickelt er eine innige Zuneigung zu María, was auch Concepción nicht verborgen bleibt. Sie befürchtet, dass María einen früheren Fehler wiederholt: Damals wurde sie von dem Hausherrn schwanger und musste ihren Sohn Miguel nach der Geburt zur Adoption freigeben. María weiß nicht, was aus ihm geworden ist, doch berichtet ihr Concepción nun, dass der achtjährige Miguel in einem Internat lebt. María entscheidet sich, ihre Stellung bei den Jouberts aufzugeben und Miguel zurückzuholen. Nachdem sie bei Suzanne gekündigt hat, bringt sie es nicht fertig, Jean-Louis die Wahrheit zu sagen. Er missdeutet ihre stockende Andeutung und küsst sie. Sie verbringen die Nacht miteinander, und Jean-Louis malt sich bereits aus, dass er zusammen mit ihr nach Spanien gehen werde. Doch María reist am nächsten Morgen ohne Abschied ab. Jean-Louis kündigt seine Stelle und plant bereits die Flucht mit María, erfährt jedoch von Suzanne, dass María gar nicht mehr in Paris ist. Dass auch Marias Kolleginnen von ihren Abreiseplänen wussten, ihm jedoch nichts gesagt haben, enttäuscht ihn sehr, hielt er sie doch für seine Freundinnen.
Drei Jahre später ist Jean-Louis mit dem Auto in Spanien unterwegs. Er sucht Concepción auf, die inzwischen wieder in Spanien lebt. Jean-Louis hofft, von ihr den Aufenthaltsort von María zu erfahren, doch behauptet sie, María sei bereits vor Jahren weggezogen. Erst ihr Ehemann berichtet Jean-Louis heimlich, wo María wohnt. Jean-Louis fährt in ihr Dorf und trifft Marías Sohn Miguel, der ihm den Weg zu Marías Haus zeigt. Sie erblickt ihn, als sie gerade Wäsche aufhängt. Beide strahlen sich an.

## Produktion und Veröffentlichung
Nur für Personal! wurde in Paris sowie im spanischen Chinchón gedreht. Der Film erlebte am 23. Oktober 2010 auf dem Festival du Cinéma Méditerranéen de Montpellier seine Premiere und kam am 16. Februar 2011 in die französischen Kinos. In Deutschland lief der Film erstmals im Februar 2011 auf der Berlinale außer Konkurrenz und kam am 3. November 2011 in die deutschen Kinos. Im April 2012 erschien der Film auf DVD.

## Kritik
Für den film-dienst war Nur für Personal! eine „mit sozialen und kulturellen Gegensätzen spielende, leicht und ein wenig märchenhaft erzählte Komödie mit charmanten, temperamentvoll aufspielenden Darstellern.“ Cinema nannte den Film „amüsant, warmherzig, lebensfroh“ und bezeichnete ihn als „die Geschichte eines Mannes, der sich aus gesellschaftlichen Zwängen befreit“. „Ein Film wie eine Schneeflocke: zart schmelzend, sehr flüchtig, gern gesehen“, schrieb Der Spiegel.

## Auszeichnungen
Carmen Maura gewann für ihre Darstellung der Concepción Ramirez 2012 einen César als Beste Nebendarstellerin. Pierre-François Limbosch war für einen César in der Kategorie Bestes Szenenbild nominiert und Christian Gasc erhielt eine César-Nominierung in der Kategorie Beste Kostüme.